# Wii-kanalen
De Wii-kanalen of de Wii Channels maken onderdeel uit van de gebruikersinterface van Nintendo's console de Wii. Ze zijn ontworpen rond het concept van televisiekanalen waarbij een menu wordt gebruikt om een kanaal te kiezen. De verschillende kanalen worden grafisch weergegeven in een rooster en kunnen worden geselecteerd met behulp van de Wii-afstandsbediening. Het rooster kan worden aangepast door de gebruikers en er kunnen verschillende kanalen of Virtual Console-spelletjes geplaatst worden in 48 verschillende slots.
Het Weerkanaal, Nieuwskanaal, Internetkanaal, Winkelkanaal, Enquêtekanaal, Mii-wedstrijdkanaal en het Nintendokanaal vereisen een verbinding met het internet. Deze kanalen zijn in 2013 echter gesloten.

## Kanalen

### Diskkanaal
Het Diskkanaal laat gebruikers toe om zowel Wiispelletjes als ieder Nintendo GameCube-spel te spelen. Dit kanaal is het enige kanaal dat niet van zijn plek verschoven (zonder technische modificaties) kan worden door en A en B tegelijk in te houden.

### Mii-personagekanaal
het Mii-personagekanaal is een kanaal waar avatars kunnen gemaakt worden. Gebruikers kunnen dan 3D-karikaturen maken van mensen met behulp van verschillende uiterlijke eigenschappen.

### Nieuwskanaal
Het Nieuwskanaal laat gebruikers toe om het nieuws te lezen. Dit wordt automatisch geüpdatet door WiiConnect24 dankzij de internetverbinding. Het nieuws kan geselecteerd worden op een wereldbol zoals in het weerkanaal, hierdoor kun je het nieuws lezen van een bepaalde plaats. Dit kanaal kan alleen worden gebruikt als er een internetaansluiting is. Dit kanaal werd uitgebracht op 26 januari 2007.

### Weerkanaal
Dankzij het Weerkanaal kunnen weersverwachtingen bekeken worden op de console via WiiConnect24. Het weer kan bekeken worden op een wereldbol waar de weersverwachtingen te zien zijn. Dit kanaal kan alleen worden gebruikt als er een internetaansluiting is. Dit kanaal werd uitgebracht op 19 januari 2006.

### Fotokanaal
In het Fotokanaal kunnen foto's en filmpjes bekeken worden door middel van een SD-kaart, die wordt ingebracht vooraan in de console. Vanuit het kanaal kunnen foto's ook per e-mail verstuurd worden. Er is een editor geïnstalleerd op de console en hiermee kun tekeningen en effecten op foto's geplaatst worden. Met dit kanaal kunnen ook mozaïeken, presentaties en puzzels gemaakt worden en kunnen mp3-liedjes worden toegevoegd.

### Winkelkanaal
Men kan in winkels zogenaamde Wii Points kopen die dan in het Winkelkanaal kunnen gebruikt worden om andere kanalen en videogames voor de Virtual Console te kopen. Eén Wii Point staat gelijk aan één eurocent. Dit kanaal kan alleen worden gebruikt als er een internetaansluiting is. Sinds 1 mei 2009 kunnen ook nieuwe spellen gekocht worden die nooit eerder uit zijn gekomen, onder de naam WiiWare.

### Internetkanaal
Dit kanaal is vergelijkbaar met de Nintendo DS Browser. De speler kan er de webbrowser Opera downloaden. Tussen 30 juni 2007 en 1 september 2009 moest voor het Internetkanaal betaald worden met Wii Points. Daarvoor was het gratis, erna ook. De browser ondersteunt JavaScript, Flash en AJAX. De Wii zal dit ook gebruiken voor andere webapplicaties.

### Geluksdagkanaal
Op dit kanaal kunnen gelukskleuren, liefde, werk, studie, sociaal en geldtips verkregen worden. Ook kunnen er plezier-, kook- en opfristips gevonden worden. De saamhorigheid tussen twee of meer personen bekijken en een geluksscore van de dag krijgen. Nintendo heeft zich van tevoren afgesloten van enige aansprakelijkheid uit het gebruik van de tips en gegevens.

### Wii-prikbord
Het Wii-prikbord kan gebruikt worden om berichten te sturen naar andere bezitters van de Wiiconsole door middel van zogenaamde friend codes. Ze kunnen naast tekst ook foto's sturen van hun SD-kaart. Aankondigingen van softwareupdates en videogamenieuws kunnen ook via het prikbord worden verstuurd door Nintendo. Het kan ook gebruikt worden om memo's te schrijven. Deze berichten kunnen dan geplaatst worden op een kalender. Het message board kan ook worden gebruikt door real-timegames zoals Animal Crossing: Let's Go to the City. Hierdoor kunnen berichten geplaatst worden over belangrijke gebeurtenissen. Het is ook mogelijk berichten uit te wisselen met andere Wiigebruikers; het is dan wel noodzakelijk verbonden te zijn met WiiConnect24. Het Wii-prikbord is eigenlijk geen kanaal, maar dit wordt wel vaak zo gezien.

### Virtual Console-kanaal en WiiWare-kanalen
Een Virtual Console- of WiiWare-kanaal is een spel dat gedownload is via het Winkelkanaal.
De Virtual Console biedt klassieke spelletjes van oude Nintendo-consoles aan (waaronder NES, SNES en N64) en tevens consoles van voormalige concurrenten als Sega's Mega Drive, NEC's PC Engine/TurboGrafx 16 en SNK's Neo-Geo. WiiWare zijn kleine spelletjes die te downloaden zijn voor gemiddeld 800 Wii points. Elk gedownload spel heeft een apart kanaal.

### Mii-wedstrijdkanaal
Het Mii-wedstrijdkanaal is een kanaal om Mii's (3D-karikaturen) te beoordelen en te bekijken. Er kunnen wedstrijden gespeeld worden, en Mii's over de hele wereld kunnen rondgestuurd en opgehaald worden.

### Spelgebonden kanalen
Bij sommige spellen (zoals Wii Fit en Mario Kart Wii) zit een apart kanaal. Hier kan je onder andere informatie van de resultaten vinden.

### Het Nintendokanaal
Op dit kanaal, dat sinds 30 mei 2008 downloadbaar is via het winkelkanaal, kunnen informatie en trailers van Wii- en Nintendo DS-games bekeken worden. Ook kan men er demo's van Nintendo DS spellen downloaden.

### Het Enquêtekanaal
Op dit kanaal kan de gebruiker verschillende stellingen beantwoorden, zoals "Ben je bang in het donker?". Er kan altijd gekozen worden tussen twee verschillende antwoorden. De speler kan ook voorspellen welk antwoord de meeste stemmen krijgt. Er zijn twee verschillende Enquêtes, namelijk wereldwijde enquêtes en nationale enquêtes. Een nationale enquête loopt meestal 6 dagen, en een wereldwijde enquête 12. Iemand kan zelf ook een enquête insturen en uit de beste wordt dan gekozen.

## Gestopte kanalen
Nintendo heeft aangekondigd dat na de komst van de Wii U veel online kanalen van de Wii zullen worden stopgezet.
De volgende kanalen zijn gestopt sinds 28 juni 2013:
- Weerkanaal
- Nieuwskanaal
- Enquêtekanaal
- Nintendokanaal
- Mii-wedstrijdkanaal
- Berichten uitwisselen tussen Wii's via WiiConnect24